# Buñuelo
El buñuelo es un tipo de  fruta de sartén de origen español que consiste en una masa de harina frita con forma esférica. La masa puede mezclarse con agua, leche, huevo o levadura. Puede llevar un relleno que generalmente es dulce. Igualmente, en algunas regiones se utiliza tanta para dulce como para salado; por ejemplo, buñuelos de manzana o de pescado.
Otra variedad en el centro de México, son los buñuelos de rodilla, que son planos hechos de masa tipo hojaldre pero de una sola capa. Se estira la masa elástica, hasta formar una gran "tortilla" y después se fríen en aceite. Es común servirlos bañados de un jarabe de azúcar con frutas como guayaba.
En Colombia, el buñuelo es un tradicional bocadillo navideño que se disfruta especialmente durante las festividades de fin de año. Este dulce se prepara con una masa a base de queso costeño, harina de maíz y otros ingredientes, que se fríe hasta obtener una textura crujiente por fuera y suave por dentro. Es común acompañarlo con una taza de chocolate caliente o natilla, otro postre típico de la temporada. La tradición de preparar y compartir buñuelos en Navidad refleja la riqueza cultural y gastronómica de Colombia. 

## Historia
Es una preparación muy antigua de la cocina mediterránea. Catón el Viejo incluyó una receta de buñuelos, con el nombre de "globos", en su libro De agri cultura, escrito en el siglo II a. C.. En esa receta, se mezclan harina de trigo y queso, se hacen bolas que se fríen y se untan de miel y semillas de amapola para servirlos.
La primera sociedad, después de la romana, que consumió buñuelos fue la andalusí. Sus ciudadanos, gente de medios humildes, que habitaban los territorios del Sur de la península ibérica y ocupaban puestos de trabajo de baja categoría, desempeñaban también el oficio de vendedores ambulantes de buñuelos. En Sevilla y Granada, eran postre típico los buñuelos fritos en aceite cubiertos de miel. Por otro lado, esta especialidad fue adoptada por los gitanos tras la expulsión morisca y perpetuada hasta la actualidad.

## Costumbres culinarias
En México es muy común encontrar buñuelos en las ferias populares. En Estados Unidos se conocen como "orejas/lóbulos de elefante".
En ciertos países, como Cuba, Ecuador, Colombia y México, los buñuelos forman parte de la cena de Navidad, junto a las natillas. El buñuelo era consumido por culturas mesoamericanas como los aztecas y los mayas en diversas celebraciones. Originalmente se hacía con maíz o frijol y en la época de la conquista se empezó a utilizar la harina de trigo. En Cuba es costumbre confeccionarlos con la masa de la yuca y en Nicaragua con yuca rallada. Son dulces típicos en celebraciones señaladas, como el Día de Todos los Santos, Pascua o las Fallas de Valencia (España).
Hay un tipo de buñuelos en forma de bola y especialmente ligeros que se llaman buñuelos de viento, por su ligereza y porque suelen contener grandes burbujas de aire dentro. Se suele aprovechar el hueco interior para rellenarlos de crema, en cuyo caso se llaman buñuelos de crema. Otros buñuelos sin crema son, por ejemplo, los buñuelos del Ampurdán, que tienen forma de anillo. En Cataluña, en Valencia y en las islas Baleares hay muchos tipos de buñuelos dulces relacionados con diversas fiestas; algunos pueden incluir en su masa patata (papa), boniato (batata), queso, higos secos, etcétera. En otras regiones españolas se hacen porras y churros, además de buñuelos. Otra pasta frita típica de Pascua en España son las flores.
Además de los buñuelos dulces, en la península ibérica también suele haberlos salados; los más frecuentes son los buñuelos de bacalao, aunque se pueden hacer de gambas u otros pescados; y los de verduras, generalmente de berenjena; de calabacín, o de otros ingredientes. En Guaranda, Ecuador, se preparan como una especie de pan, hechos con la yema de huevo; se sirven fríos, acompañados de miel hecha de panela.

## Variedades regionales

### Argentina
En Argentina, los buñuelos son frutas de sartén, generalmente de forma redonda, que además de ser hechos con harina pueden ser hechos con añadidos (por ejemplo, coliflor rebozada con harina y frita, o trozos de manzana, etc.). En Argentina, los buñuelos pueden ser parte del plato principal de un almuerzo o de una cena, o pueden ser como postres en desayuno para -como las tortas fritas- acompañar un mate.

### Bolivia
En Bolivia, en los departamentos de La Paz, Oruro y Potosí, el buñuelo es una masa de harina que se fríe en abundante aceite. La masa se elabora mezclando harina con agua, leche, huevos y en algunas versiones con levadura. En general se acompaña con api (una bebida caliente hecha de maíz morado o amarillo). Se suelen comer a la salida de misa, y es típico encontrarlo en fiestas religiosas o en las ferias. Se sirve con miel de caña o con caramelo hecho de chancaca, y raramente se utiliza miel de abeja.

### Chile
En Chile, existe un tipo de buñuelo que se hace con zapallo conocido como picarón que son sumergidos en una mezcla de agua, naranja, canela y chancaca, preparación conocida como «picarones pasados».

### Colombia
En Colombia, existen distintas variedades de buñuelos que se comen todo el año; los de la Región Andina son típicos de la Navidad. 

#### Región Andina
Son los más preparados en el país. No son dulces, la mezcla para su preparación incluye queso fresco molido, huevos, almidón de maíz (o maicena) con un poco de almidón de yuca. Tienen forma de pelotas y se fríen en abundante aceite. Se comen en el desayuno, como comida rápida, y forman parte de un tradicional plato navideño junto a la natilla, el tamal y el chocolate caliente. En el país tienen amplia difusión distintas marcas comerciales de una mezcla en polvo empacada a la que se le añaden otros ingredientes para formar la masa.

#### Costa Atlántica
En la Costa, los buñuelos típicos son de fríjol cabecita negra y de maíz biche (verde o tierno). 
Los buñuelos de fríjol cabecita negra consisten en bolitas fritas a base de masa de fríjoles con huevo, sal y pimienta.
Los buñuelos de maíz son a base de granos de maíz tierno o verde, tienen sabor dulce y opcionalmente se acompañan con queso costeño. Tienen forma ovalada y se fríen en abundante aceite.

#### Otras regiones
En Cali, los buñuelos algunas veces se rellenan con dulce de guayaba o arequipe, generalmente los prefieren sin ningún relleno.

### Costa Rica
Los buñuelos son un postre típico en Costa Rica, especialmente en las áreas costeras del Océano Pacífico y en los turnos, donde se encuentran como masas fritas de harina en forma esférica, rellenas o bañadas con dulce de leche, tapa dulce, miel de abeja o dulces de frutas. También se les encuentra en Guanacaste, como tortas fritas de yuca con queso, bañadas en dulce y canela.

### Croacia
El fritule es un pastel de fiesta croata similar a los buñuelos, que se hacen especialmente para la Navidad en Croacia. Tiene mucha similitud con el zeppole italiano, pero suelen aromatizarse con brandy y cáscara de cítrico, incluir pasas en la masa y espolvorearse con azúcar glas.

### España

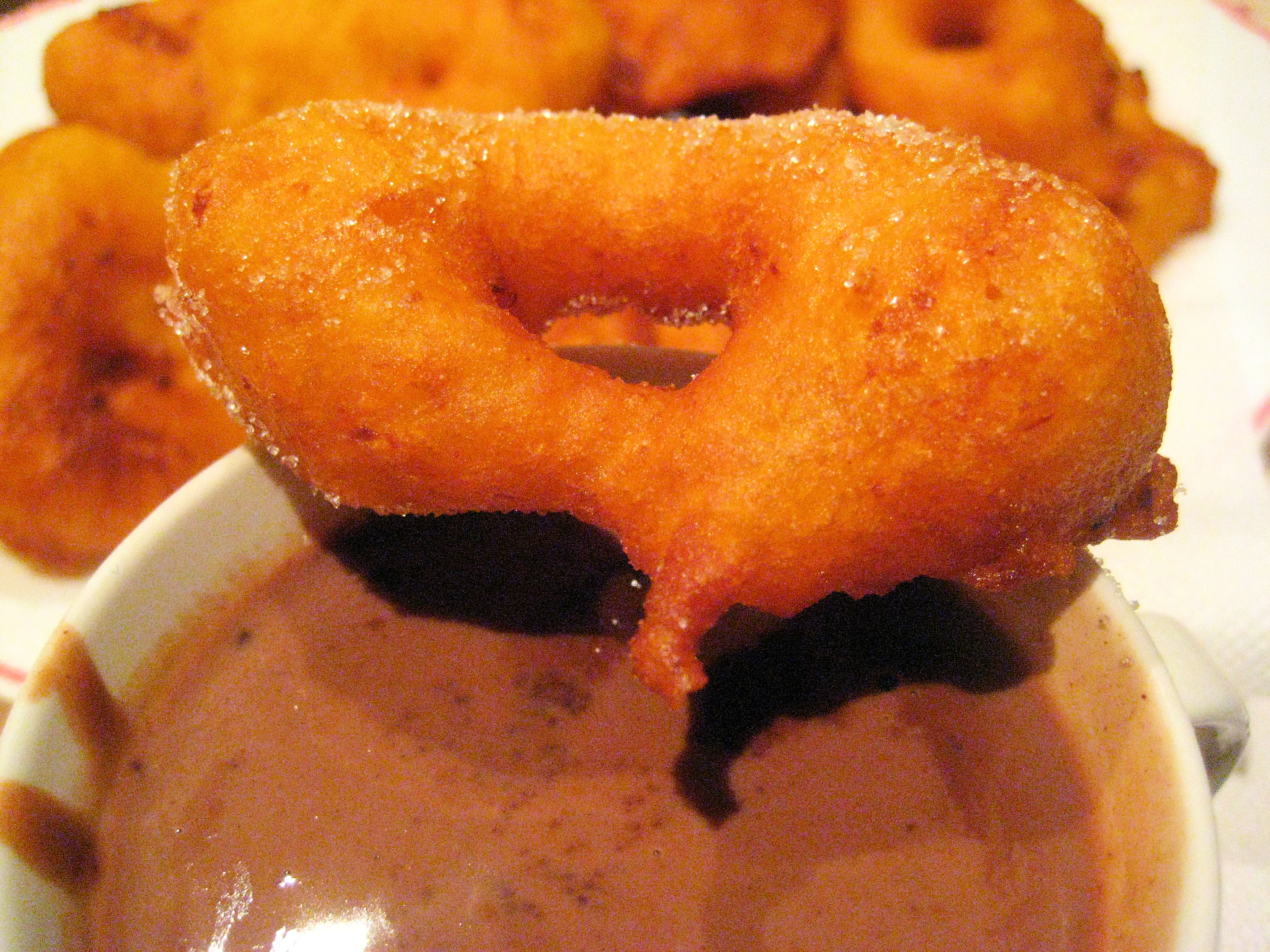
Buñuelos con chocolate.

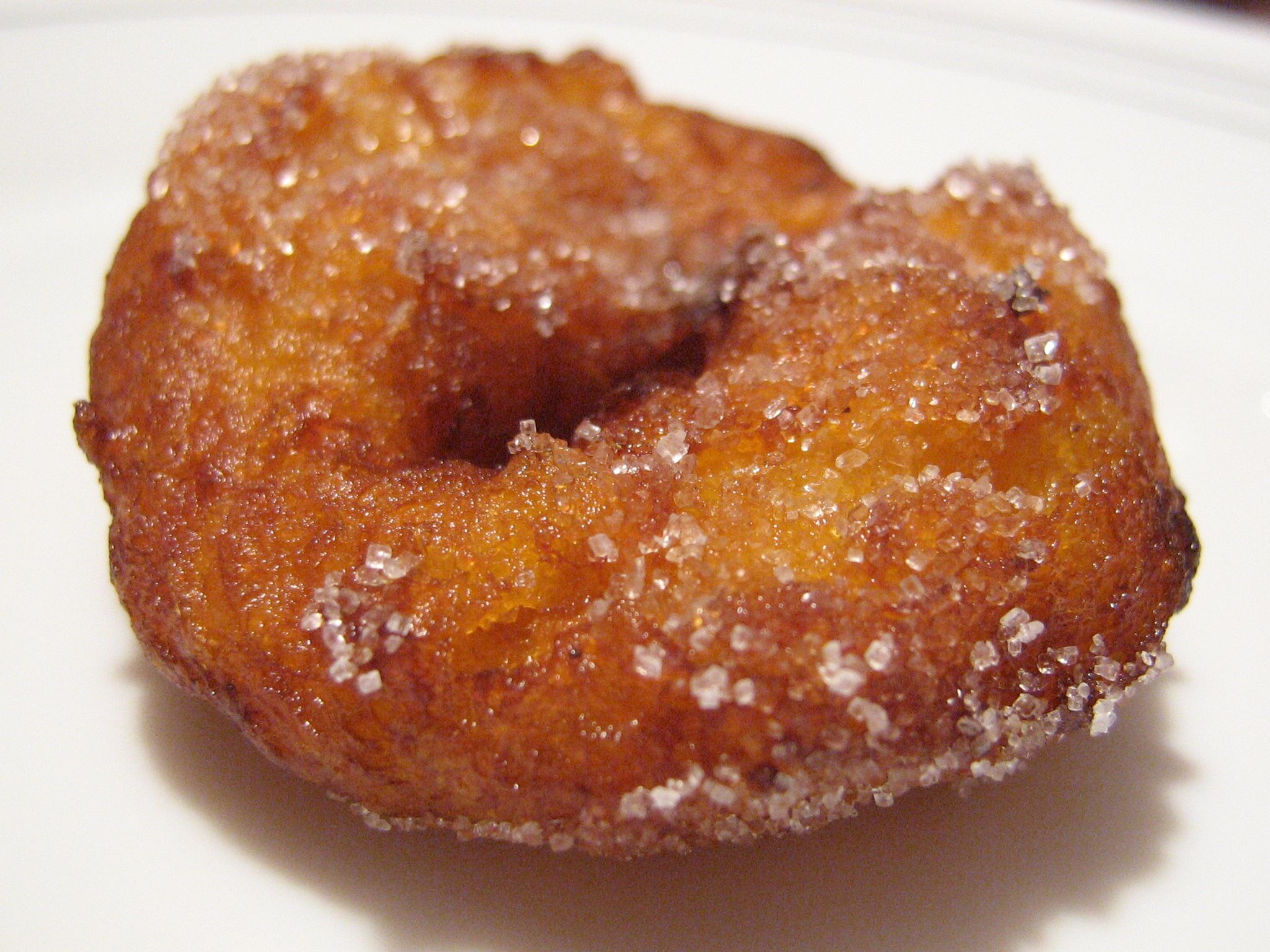
Buñuelo de calabaza

En España, los buñuelos son un postre típico en muchas comunidades autónomas y, sobre todo, durante sus fiestas regionales. Cada territorio incorpora sus propios ingredientes y su propia tradición. Uno de los más conocidos es el buñuelo de viento, que es una especie de fruta de sartén.
En Cataluña, se consumen sobre todo durante la Cuaresma. Los más famosos son los de viento, los de crema y los del Ampurdán. Se suelen comer como merienda o para acompañar el café después de comer.
En Valencia,  se concentra su mayor consumo en fiestas como las Fallas de Valencia, donde se elaboran los buñuelos de calabaza.
En las Islas Baleares, hay buñuelos dulces para diferentes fiestas del año (las Vírgenes, Todos los Santos, Cuaresma, etc.) y, según la ocasión, pueden contener patata o boniato, queso de Mahón, higos secos, etc.
En Madrid y Andalucía, se consumen con especial asiduidad durante la Fiesta De los Santos, durante la cual era costumbre que las mujeres los prepararan en las casas y los vendieran o regalaran a los vecinos, sobre todo en los pueblos o pedanías.
No obstante, en algunas regiones de España, los buñuelos encuentran un fuerte competidor en los churros, cada vez más extendidos en fiestas normalmente asociadas a los buñuelos. En cambio, en Cataluña, los churros casi sólo son consumidos por turistas, prefiriendo los catalanes los xuixos o chuchos en churrerías o los buñuelos en sus múltiples formas en pastelerías, panaderías o en las casas.

### Francia
En Francia y en Suiza, los buñuelos se conocen como merveilles. En la región de Savoya y en muchos otros pueblos suizos, igual que Valle de Aosta en Italia, se usa el nombre de bugne también.

### Italia
El zeppole (en italiano zeppola, plural zeppole; en algunos dialectos italianos del sur zeppoli o zippuli) es un dulce típico tradicional de la cocina napolitana en Italia, y suele ser frecuente en las pastelerías con la celebración de la onomástica del santo San Giuseppe (19 de marzo que corresponde con San José). En algunos lugares de Italia se puede encontrar con el nombre de sfinge y en Roma Bignè di S. Giuseppe. Puede encontrarse fácilmente en estas celebraciones en casi toda la península italiana.
Se trata de una especie de rosquilla (puede tener otras formas) elaborada con una masa (Pasta choux) que posteriormente se fríe en aceite de oliva y se cubre con azúcar glaseada. En algunas regiones se rellena con alguna mermelada, o se le proporciona un aspecto similar al cannolo siciliano. Existen variantes saladas con anchoas.

### México

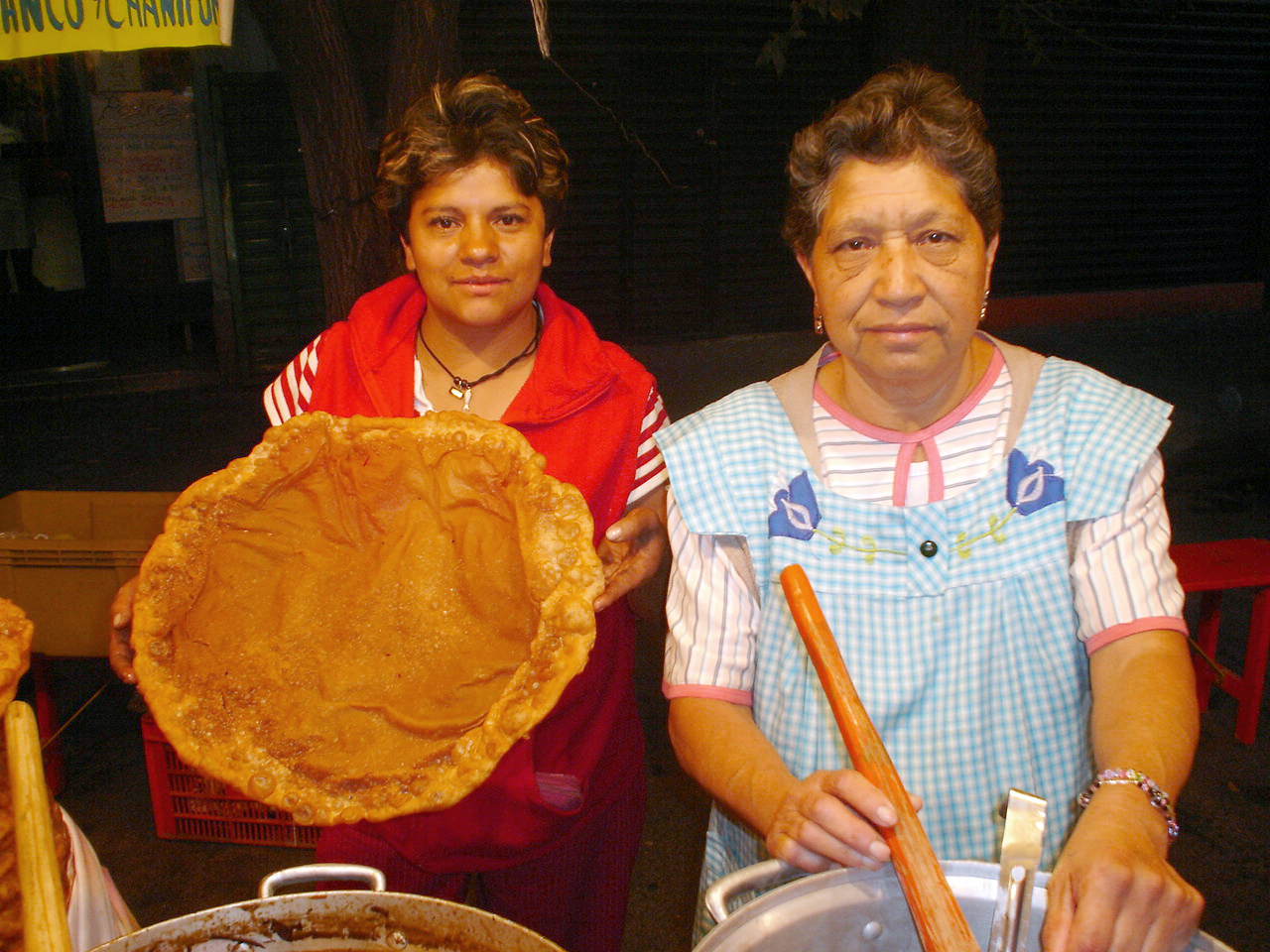
Buñuelo típico de las fiestas y ferias mexicanas (Noche Mexicana, Navidad, festividades religiosas diversas, etc.)

Los buñuelos también se pueden encontrar en la gastronomía mexicana, donde su preparación incluye el uso de miel de piloncillo y canela. Por lo general, en México los buñuelos son favorecidos para la merienda. Los buñuelos azucarados comúnmente se ofrecen en la Nochebuena y Navidad, y también en muchísimas festividades típicas mexicanas, como las ferias con motivos religiosos y el Día de Muertos.
En México, también se pueden encontrar los tradicionales con tamaños que van hasta medio metro de ancho, así como buñuelos comerciales que ya han sido empaquetados (cuatro o más por bolsita) para su venta en tiendas y supermercados. Los empaquetados son mucho más pequeños que los buñuelos tradicionales, es decir de unos 5 cm en diámetro, y tienen también una forma diferente, pues cada uno ha sido formado en molde y tiene la apariencia de una rueda. Los buñuelos comerciales son generalmente azucarados y no llevan miel ni canela, se puede servir en chocolate.

### Nicaragua
En Nicaragua, los buñuelos son un postre muy popular. Se preparan con yuca rallada, queso seco rallado, huevo y levadura o bicarbonato. Se consumen con una miel preparada sobre la base de azúcar, agua, canela y clavo de olor; en algunas ciudades nicaragüenses los preparan con masa, esto es considerado por los mejores cocineros una desviación de la receta original típica nicaragüense, y les llaman buñuelos norteños o falsos buñuelos.

### Panamá
En Panamá, los buñuelos son generalmente hechos de maíz nuevo, se pueden comer fritos y normalmente se consumen más como parte del desayuno o un bocadillo. Culturalmente, son muy populares y consumidos en fiestas patronales o ferias en el interior del país donde se venden en fondas tradicionales, las cuales llevan una vitrina con un bombillo encendido para mantenerlos calientes.

### Paraguay
En Paraguay, se conoce como tortilla paraguaya, a una variante salada de los buñuelos, es una masa batida que se frita, la forma más básica lleva huevo, leche y harina de trigo, sin embargo puede ser preparado agregando queso paraguay, carne o verduras y hortalizas a elección, puede ser entrada o acompañamiento de comidas principales.

### Perú
Como muchos dulces y postres hispanos, en Perú el buñuelo es una tradición gastronómica que inicia en la etapa virreinal. Generalmente, es elaborado a base de harina de trigo, huevo, levadura y mantequilla. En algunas regiones del país, como Lima, era una costumbre degustar el buñuelo frito bañado con miel el Sábado de Gloria, en Navidad y vísperas de fiestas patrias. En los villancicos navideños, el buñuelo era considerado el preferido del infante divino: “Niño Manuelito, ¿qué querís comer?” le preguntaban los cantores, y él respondía: “Buñuelitos fritos envueltos en miel”. El picarón es un buñuelo consumido en Lima. En otras regiones del país los buñuelos son elaborados a base de yuca.

### Uruguay

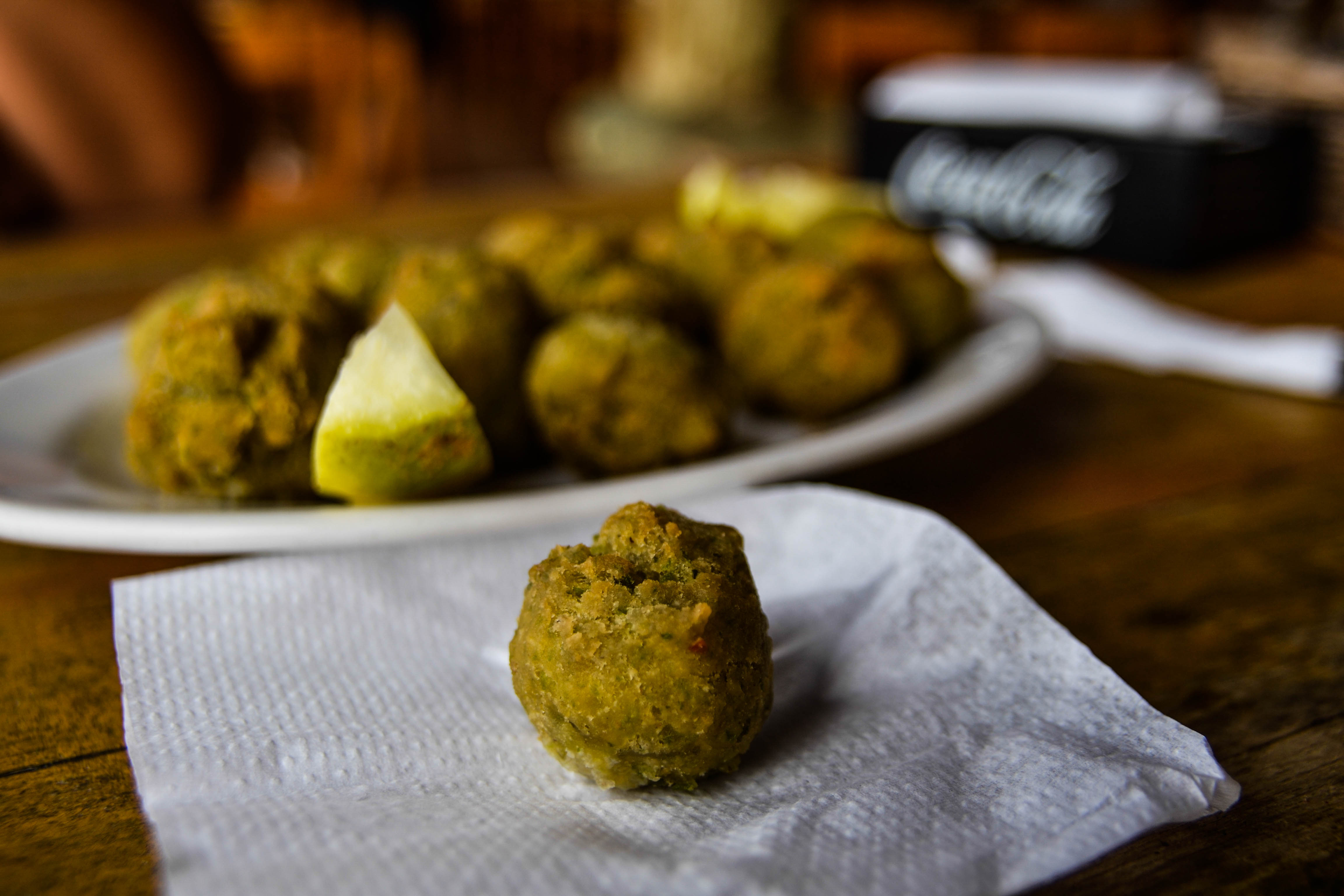
Buñuelos de algas una especialidad de Rocha

En Uruguay, los buñuelos pueden ser dulces, rellenos de manzana, membrillo o banana; o salados, de lechuga o acelga, a los que se les agrega queso rallado. La preparación es sencilla y es similar a lo visto en otros países de la región. Se forman bollos de harina con huevo, leche y según la variante dulce o salada el resto de los ingredientes para luego freírlos en aceite bien caliente. Los buñuelos de sesos (hechos con sesos de vaca), solían consumirse antes que este tipo de achura se prohibiera en el año 2004, a consecuencia del brote de encefalopatía espongiforme bovina en el Reino Unido. Los buñuelos de algas son un especialidad local del departamento  de Rocha, en las localidades de Punta del Diablo y Cabo Polonio.[cita requerida]

### Venezuela
En Venezuela, se usan una variedad de componentes en su elaboración, siendo los más comunes los buñuelos de apio (arracacha), batata, yuca y calabaza o auyama (zapallo). Se hierven los ingredientes hasta que ablanden, se le puede agregar harina para mayor consistencia, huevos dependiendo de la cantidad de verdura, sal al gusto, se forman bolitas de unos 4 a 5 cm y se fríen en abundante aceite. En paralelo, se prepara un melado de azúcar o preferiblemente de papelón, pero la mayoría lo acompañan con miel.
También consisten en una pasta de harina mezclada con huevo, leche y levadura, que se fríe en abundante aceite y puede ir acompañada de otros ingredientes. Hay distintas clases de buñuelos: de viento (sin ingredientes adicionales, con tan solo la masa), de bacalao, calabaza, manzana, piña, queso y yuca.

### Guam
En Guam, son un plato tradicional, un tipo de buñuelos llamados "Buñelos uhang". Los buñelos uhang son elaborados con camarones fritos, guisantes, judías verdes y maíz.